# Zogniskowany wywiad grupowy
Zogniskowany wywiad grupowy (grupa fokusowa, dyskusja grupowa, popularnie fokus, ang. focus group interview) – metoda badawcza wykorzystywana w badaniach jakościowych w psychologii, socjologii, badaniach społecznych i marketingowych.

## Historia
Metodę rozwinęli w okresie II wojny światowej dwaj socjologowie pracujący w Stanach Zjednoczonych – Paul F. Lazarsfeld oraz Robert K. Merton. Zajmowali się oni testowaniem audycji propagandowych i szukali rzetelnej metody, która umożliwia szybkie uzyskanie wyników. W tym celu zorganizowali pracownię przypominającą studio radiowe, w której kilkanaście osób siedziało w trzech rzędach, słuchając nowej audycji. Jeśli respondent miał odczucia negatywne, naciskał guzik czerwony. Gdy program mu się podobał, naciskał guzik zielony. Specjalne urządzenie rejestrowało indywidualne reakcje uczestników sesji. Następnie – jak wspominał Merton pod koniec lat 80. – do akcji wkraczał badacz „wypytujący grupę testową – słuchaczy – o przyczyny ich reakcji pozytywnych i negatywnych, a także agresywnych”.

## Opis metody
W metodologii badań stosuje się kilka terminów akcentujących różne aspekty metody. Wyrażenie „zogniskowany wywiad grupowy” (focused group interview) to nazwa amerykańska, utworzona w latach 40. XX wieku. Podkreśla ona aktywność prowadzącego (moderatora), który zadaje pytania – prowadzi wywiad równocześnie z kilkoma osobami. Nazwa „grupa zogniskowana” (focus group) sugeruje, że uczestnicy są skupieni na określonym temacie. Z kolei popularny w Europie termin „dyskusja grupowa” (group discussion) akcentuje aktywność uczestników, interakcję i wymianę poglądów.
Niezależnie od tego, jaką zastosujemy nazwę, chodzi zasadniczo o to samo – o aktywność badawczą polegającą na tym, że moderator prowadzi dyskusję zaproszonych wcześniej respondentów, dobranych zgodnie z kryteriami wynikającymi z celów projektu. Grupa dyskusyjna liczy 6–8 osób, dawniej (do końca lat 80.) preferowano grupy większe, od 8 do 12 osób. Jedna sesja trwa zwykle około 2 godzin. Prototypem takiej sytuacji są autentyczne spotkania i dyskusje ludzi w świecie naturalnym.
Dyskusja jest prowadzona według opracowanego wcześniej scenariusza, opisującego cele każdego etapu badania (czyli jakie informacje chce się uzyskać podczas tego etapu), czasami zawierającego także dosłowne brzmienia pytań, które będą zadawane uczestnikom badania. Przebieg dyskusji jest zwykle nagrywany w formie audio lub video, może być także obserwowany przez lustro weneckie przez osoby znajdujące się w przyległym pokoju (tzw. podglądowni), transmisję video lub transmisję za pomocą Internetu.

## Zastosowanie
Jak wszystkie metody badań jakościowych, zogniskowane wywiady grupowe nie mają charakteru badań na próbach reprezentatywnych. Mają one różne zastosowania:
- są one wykorzystywane w jako narzędzie pomocnicze służące do uzyskania podstawowych danych potrzebnych do sformułowania problemów badawczych oraz do budowy narzędzia używanego w badaniach ilościowych realizowanych na próbach reprezentatywnych dla określonej populacji. Narzędzie takie ma postać ankiety lub kwestionariusza wywiadu używanego do badań kwestionariuszowych,
- stosuje się dyskusje grupowe po zakończeniu badań ilościowych, aby pogłębić interpretację uzyskanych wyników,
- dyskusje mają też wartość autonomiczną, dobrze sprawdzają się w badaniach, w których statystyczna reprezentatywność nie jest istotna, a ich celem jest rekonstrukcja ustalonych społecznie znaczeń oraz wzorów postrzegania, myślenia, oceniania i zachowania się (na przykład w badaniach wizerunku marek i korporacji, zwyczajów, stereotypów społecznych). Są one także wartościową metodą badania reakcji konsumentów na nowe pomysły, produkty czy zjawiska, a także wtedy, gdy chce się poznać autentyczny, potoczny język osób należących do grupy docelowej.

Ważną zaletą grup dyskusyjnych, odkrytą w latach 70. XX wieku, jest ich dynamika oraz obecność interakcji. Kontakt z innymi w grupie może stymulować działania twórcze, ułatwiać wyrażanie emocji, wychodzenie poza racjonalny dyskurs w sferę treści nieświadomych lub trudnych do wyrażenia. Podczas takich badań wykorzystywane są tzw. techniki projekcyjne – ułatwiające poznanie treści trudno poddających się werbalizacji.

## Warianty
Planując badania jakościowe, trzeba rozstrzygnąć dylemat, czy wybrać metodę dyskusji grupowych, czy też klasyczny wywiad pogłębiony (rozmowy jeden na jeden). Zaletą grup dyskusyjnych jest relatywnie krótki czas zebrania informacji, a także możliwość obserwacji dynamiki postaw uczestników oraz interakcji pomiędzy nimi.
Z kolei wywiad indywidualny ma bardziej kameralny charakter, jest elastyczny – może się odbywać w miejscu i czasie dogodnym dla respondentów, a także pozwala respondentowi na dłuższą i pełniejszą wypowiedź. Dlatego wywiady indywidualne są dobrą metodą w przypadku tzw. tematów drażliwych (choć kryteria drażliwości są bardzo względne w różnych środowiskach) wymagających większej prywatności, w projektach dotyczących ludzi intensywnie pracujących i zbyt zajętych, aby zebrać się w jednym miejscu o tej samej porze (np. biznesmeni, politycy) oraz w badaniach wśród ekspertów dysponujących złożoną wiedzą na określony temat (np. nauczyciele, dziennikarze, analitycy).
Można wskazać różne typy zogniskowanych dyskusji grupowych:
1. grupy wydłużone lub rozszerzone (extended) – trwają ponad 2 godziny (czasami nawet cały dzień),
2. minigrupy (Mini FGI) – w których uczestniczy 4–6 osób, które mają więcej czasu na wypowiedź i silniej angażują się w dyskusję,
3. eksperckie (delfickie) – prowadzone z ekspertami, specjalistami w danej dziedzinie,
4. clash – grupy konfliktowe, w których grupa jest dzielona na dwie części o antagonistycznych opiniach, które są konfrontowane (np. obrońcy życia vs. obrońcy wolności kobiety; palacze vs. niepalący). Grupę taką czasami prowadzi dwóch moderatorów,
5. kreatywne – gdzie zadaniem specjalnie zrekrutowanych uczestników jest wykonywanie zadań twórczych lub wymyślenie nowego rozwiązania. W grupach kreatywnych stosuje się wiele technik projekcyjnych, a także metodę „burzy mózgów” (brain storm),

W celu zwiększenia prawdopodobieństwa trafności ustaleń w ramach projektu należy przeprowadzać przynajmniej kilka grup fokusowych – podręczniki zalecają organizację co najmniej trzech grup dla każdego segmentu badanej grupy docelowej. Barierą dla dużej liczby dyskusji są koszty (w Europie Środkowej znacznie niższe niż w USA i krajach „starej” UE) oraz ograniczony czas na realizację projektu. W praktyce komercyjne projekty badawcze obejmują co najmniej 4–8 grup dyskusyjnych.
Wynikiem projektu jest raport pisany na podstawie analizy przebiegu dyskusji i zawierający odpowiedzi na pytania badawcze postawione przed rozpoczęciem badań i opracowaniem scenariusza grup. W celu ilustracji poczynionych ustaleń autorzy raportów z grup dyskusyjnych często cytują autentyczne wypowiedzi uczestników dyskusji.

## Literatura
- Robert K. Merton, Marjorie Fiske, Patricia L. Kendall (1956), The Focused Interview. A Manual of Problems and Procedures. The Free Press, Glencoe, Illinois.
- Dominika Maison (2001) Zogniskowane wywiady grupowe. Jakościowa metoda badań marketingowych. Wydawnictwo Naukowe PWN, Warszawa.
- Dominika Maison, Artur Noga-Bogomilski (red.),(2007), Badania marketingowe. Od teorii do praktyki. Gdańskie Wydawnictwo Psychologiczne, Gdańsk.
- Jolanta Lisek-Michalska, Paweł Daniłowicz (red.), (2007), Zogniskowany wywiad grupowy. Studia nad metodą. Wyd. 2, poszerz. Wyd. UŁ, Łódź